# 伊朗伊斯兰教
伊斯蘭教是伊朗絕大多數派宗教，佔該國約99.4%人口，其中多數是什葉派。

## 什葉派

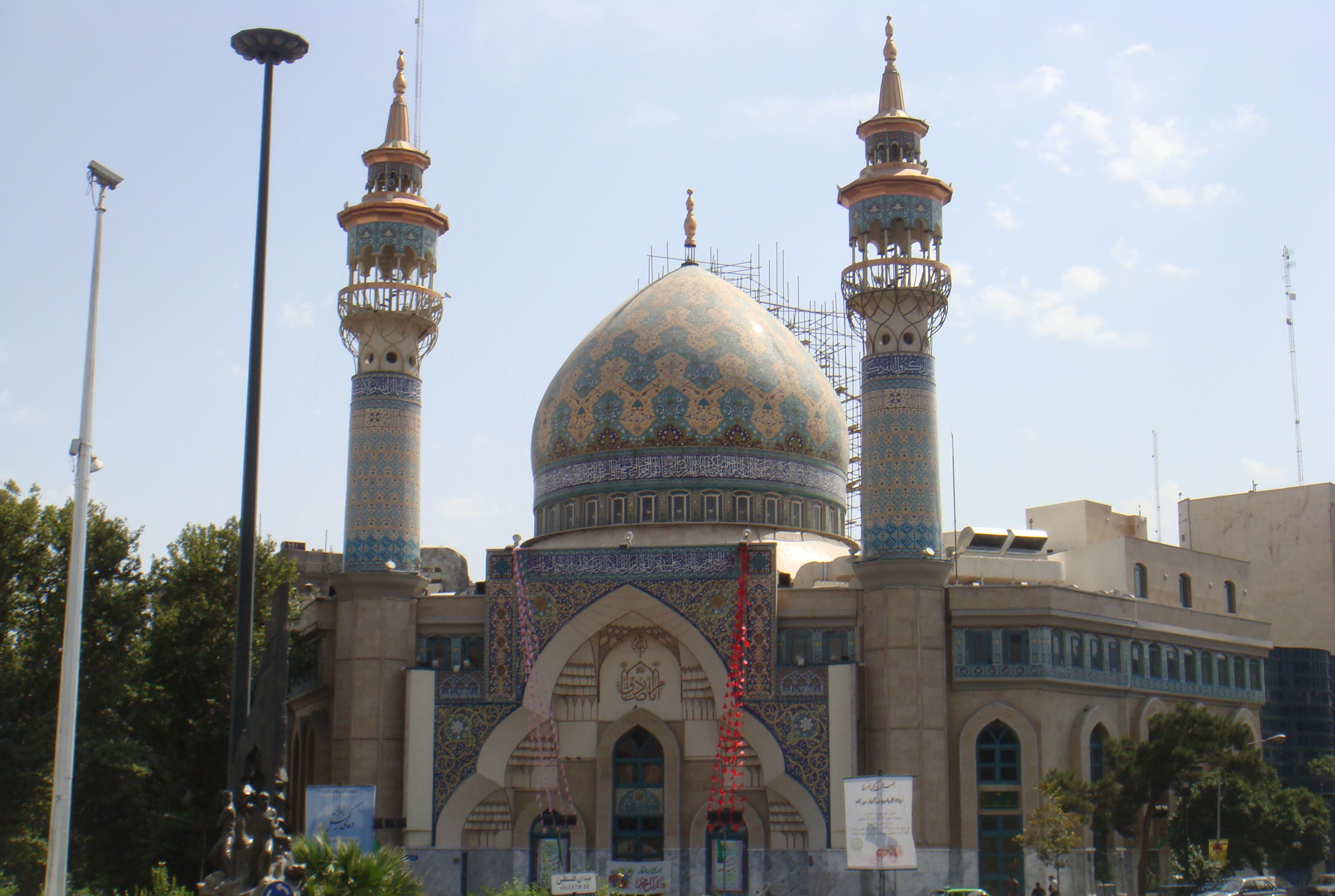
德黑蘭什葉派清真寺

伊斯蘭教是99.6％伊朗人的宗教信仰，其中約有89％是什葉派中的十二伊瑪目派。 什葉派是以古蘭經及聖訓記載，先知穆罕默德的言論為基礎，也包括一些什葉派視為是聖書（Nahj al-Balagha）的書籍。什葉派認為穆罕默德的堂弟及女婿阿里·本·阿比·塔利卜被任命為他的繼任者，也是第一個伊瑪目。在穆罕默德死後，什葉派將伊瑪目擴展到穆罕默德的後代（聖裔），後代中有幾位是伊瑪目，什葉派認為他們在社群中有特殊靈性上及政治上的權柄。什葉派中有五伊瑪目派、七伊瑪目派和十二伊瑪目派。

## 遜尼派
遜尼派穆斯林是伊朗第二大伊斯蘭宗教團體。大約9％伊朗人口是遜尼派穆斯林，遜尼派主要族群為伊朗的庫德人、俾路支人、阿拉伯人，以及少量的波斯人、普什圖人及土庫曼人。

## 蘇菲派
薩法維耶教團是一個十四至十五世紀由庫爾德人阿爾達比里謝赫在伊朗西北成立的蘇菲派教團，它最後導致薩非王朝成立。自1979年伊朗伊斯蘭革命以來，蘇菲派一直受到伊朗伊斯蘭共和國政府的壓制，迫使伊朗的一些蘇菲派領導人流亡。
儘管蘇菲派穆斯林沒有官方的統計數據，但有報導估計他們的人口在兩百萬至五百萬之間（3-7％之間）。